# 室井昌也
室井 昌也（むろい まさや、1972年10月3日 - ）は、韓国プロ野球・KBOリーグを2002年から取材し、執筆を中心に日韓のメディアで活動する韓国野球ジャーナリスト。KBOリーグ取材記者（スポーツ朝鮮所属）。著書である『韓国プロ野球観戦ガイド＆選手名鑑』は2004年から毎年発行を続けている。ストライク・ゾーン代表。自称「韓国プロ野球の伝え手」。
以前はフリーアナウンサーの押阪忍が代表取締役会長のタレント事務所「エス・オー・プロモーション」に所属し、リポーターやMCなどの活動もしていた。2017年からアプレと業務提携。東京都豊島区出身。日本大学芸術学部演劇学科中退。

## 経歴・人物
- 1972年（昭和47年）、東京都豊島区に生まれる。
- 子供時代から父親の影響を受け、野球好きとなる。当時暮らしていた池袋には、サンシャイン60内に西武ライオンズ（現-埼玉西武ライオンズ）の球団事務所があったことから、ライオンズが福岡から所沢に移転してきて以来、野球の取材活動を始めるまではライオンズファンであった。以前は西武ドームのライト外野席で仲間と熱く応援していたそうである。2016年12月と2017年1月には、西武ファン向けのレオ党ノスタルジアというイベントを開催した。
- 東京都立志村高等学校卒業後[1]、日本大学芸術学部演劇学科へ入学。在学中は、学内クラブのミュージカル研究会や小劇場で活動していた。
- 大学中退後、升毅、牧野エミらが主宰する劇団MOTHERに在籍。その後エス・オー・プロモーションに所属。
- 2002年に韓国梨花女子大学言語教育院に留学し、同年12月にソウル・世宗文化会館で行われた『大統領杯 国際ウリマル雄弁大会』（社団法人 国際伝統文化芸術協会 主催）にて「なんでこのポーズ多いの？ ～韓国の親指表現について～」を発表し、外国人部門・大賞を受賞している。この発表は自身のサイトでスライド形式で公開されている。
- 2003年に『韓国プロ野球観戦ツアー』を実施し、2019年まで年1,2回程度のペースで催行。ツアーにはガイド役として同行し、韓国プロ野球で指導に当たる日本人コーチとの交流会が開かれることもある。
- 2004年から『韓国プロ野球観戦ガイド＆選手名鑑』を毎年発行。 2023年に20年目となった[2]。
- アジアシリーズやワールド・ベースボール・クラシック中継など、日本の各メディアで韓国球界を扱う際には、情報提供やゲスト解説、公式プログラムなどへの執筆などを任されることが多い。
- 2006年4月より、韓国のスポーツ紙『スポーツ朝鮮』で「室井の近くて遠い韓日野球」というコラムを韓国語で連載している。2016年12月、それらのコラムを再編集・加筆して『野球愛は日韓をつなぐ』を出版した。
- 2009年3月より、日刊スポーツのモバイルサイト「ワールドベースボール」でコラム「韓話球題」を毎週連載している。
- 2011年12月には門倉健、2012年1月には岡本真或と韓国プロ野球に在籍したことのある日本人選手を招いたトークライブなどのイベントを東京都内で開催した。
- 2012年11月、北海道日本ハムファイターズがドラフト1位指名した大谷翔平（花巻東高）と入団交渉した際、提示した資料「夢への道しるべ～日本スポーツにおける若年期海外進出の考察～」に、資料作成協力者として、日本ハム球団ホームページ内の資料に名前が記載されている[3]。
- 婚姻届を岩手県大船渡市に提出した縁から岩手県沿岸部でボランティア活動を行っている[4]。
- 2014年11月には、韓国プロ野球と関係のない初の著作『交通情報の女たち』を論創社より出版している。これはラジオの交通情報に出演する女性キャスターを取り上げた作品である。また2015年10月、2冊目となるラジオ関係の著作『ラジオのお仕事』（勉誠出版）を出版した。
- 2015年11月、自身が経営する有限会社「ストライク・ゾーン」の名義で、他の識者とともに『台湾プロ野球 CPBL 観戦ガイド』を日本で発行した。同著のアンバサダーとして元プロ野球選手・小林亮寛が起用されている。2021年には『台湾プロ野球 CPBL 観戦ガイド＆選手名鑑2021』を発行している。
- 2016年7月より2018年10月まで、ラジオ日本で火曜日の11時5分から約10分間、韓国プロ野球の情報コーナー「室井昌也の韓国野球を観に行こう！」を担当した。同年7月から9月までは「峰竜太のミネスタ」の1コーナーであったが、同年10月からは「Hello! I,Radio」の1コーナーだった。
- 2018年12月に各分野の専門家や有識者が個人として意見や提案を寄稿する「Yahoo!ニュース 個人」のオーサーに就任した。
- これまでに平野謙、鹿取義隆、中島輝士、後藤孝志らの元プロ野球選手を招いたトークイベントを企画、出演している。
- 2020年12月から沖縄のコミュニティFM局・FMコザで、トーク番組『室井昌也 ボクとあなたの好奇心』に毎週出演している。2024年5月から放送局をエフエム那覇に移した。
- 自身の活動に影響を与えた野球人として、栗山英樹、門倉健、後藤孝志の名を挙げている[5]。
- 2022年12月に編著者を務めた『沖縄の路線バス　おでかけガイドブック』（論創社）を出版。キャンプ取材やラジオ番組出演時に路線バスを利用し続けた自身の経験を基に、「誰でも気軽にバスに乗れるように」と独自にルート表を作成し、乗客目線のガイド本を作った[6][7]。バスマップ沖縄の主宰・谷田貝哲がアドバイザーとして参画した。
- 2023年4月、編著書『沖縄の路線バス　おでかけガイドブック』が沖縄の書店員がいま一番読んでほしい本を選ぶ「第9回沖縄書店大賞」の沖縄部門大賞を受賞した[8][9]。
- 2024年4月、編著書『沖縄のスーパー　お買い物ガイドブック』が「第10回沖縄書店大賞」の沖縄部門優秀賞を受賞した[10][11]。
- 2025年4月、編著書『沖縄のお弁当屋さん　応援ガイドブック』が「第11回沖縄書店大賞」の沖縄部門優秀賞を受賞した[12]

## 著書
- 『韓国プロ野球観戦ガイド＆選手名鑑2004』（小学館スクウェア）
- 『韓国プロ野球観戦ガイド＆選手名鑑2005』（小学館スクウェア）
- 『韓国プロ野球観戦ガイド＆選手名鑑2006』（小学館スクウェア）
- 『韓国プロ野球観戦ガイド＆選手名鑑2007』（小学館スクウェア）
- 『韓国プロ野球観戦ガイド＆選手名鑑2008』（小学館スクウェア）
- 『韓国プロ野球観戦ガイド＆選手名鑑2009』（小学館スクウェア）
- 『韓国プロ野球観戦ガイド＆選手名鑑2010』（小学館スクウェア）
- 『韓国プロ野球観戦ガイド＆選手名鑑2011』（小学館スクウェア）
- 『韓国プロ野球観戦ガイド＆選手名鑑2012』（論創社）
- 『韓国プロ野球観戦ガイド＆選手名鑑2013』（論創社）
- 『韓国プロ野球観戦ガイド＆選手名鑑2014』（論創社）
- 『交通情報の女たち』（論創社）
- 『韓国プロ野球観戦ガイド＆選手名鑑2015』（論創社）
- 『ラジオのお仕事』（勉誠出版）
- 『韓国プロ野球観戦ガイド＆選手名鑑2016』（論創社）
- 『野球愛は日韓をつなぐ』（論創社）
- 『韓国プロ野球観戦ガイド＆選手名鑑2017』（論創社）
- 『韓国プロ野球観戦ガイド＆選手名鑑2018』（論創社）
- 『韓国プロ野球観戦ガイド＆選手名鑑2019』（論創社）
- 『韓国プロ野球観戦ガイド＆選手名鑑2020』（論創社）
- 『韓国プロ野球観戦ガイド＆選手名鑑2021』（論創社）
- 『韓国プロ野球観戦ガイド＆選手名鑑2022』（論創社）
- 『沖縄の路線バス　おでかけガイドブック』（論創社）
- 『韓国プロ野球観戦ガイド＆選手名鑑2023』（論創社）
- 『沖縄のスーパー　お買い物ガイドブック』（論創社）
- 『韓国プロ野球観戦ガイド＆選手名鑑2024』（論創社）
- 『沖縄のお弁当屋さん　応援ガイドブック』（論創社）
- 『韓国プロ野球観戦ガイド＆選手名鑑2025』（論創社）

## 野球中継出演
- 韓国プロ野球オールスター2015（テレ朝チャンネル2） 解説
- WBC2023 日本対韓国（アマゾンプライムビデオ） ゲスト解説
- WBC2023 韓国対チェコ（J SPORTS） 解説
- WBC2023 中国対韓国（J SPORTS） 解説 他

## テレビ出演
- サタデーウォッチ9（NHK総合）
- ズームイン!!サタデー（日本テレビ）
- 報道ステーション（テレビ朝日）
- フルタの方程式（テレビ朝日）
- メガスポ（テレビ東京）
- 情報ライブ ミヤネ屋（読売テレビ）他

## ラジオ出演
- 室井昌也 ボクとあなたの好奇心（エフエム那覇）
- 室井昌也 ボクとあなたの好奇心（FMコザ）
- 室井昌也の韓国野球を観に行こう！　（ラジオ日本）
- NHKジャーナル（NHK第1）
- アジアシリーズ中継（TBSラジオ）
- 斉藤一美 ニュースワイド SAKIDORI（文化放送）
- 松本ひでお 情報発見ココだけ！（ニッポン放送）他